# Samen2850
Samen2850 is een Belgische lokale kieslijst te Boom.

## Geschiedenis
De kieslijst, die haar roots heeft in oktober 2022, werd samengesteld in de aanloop naar de gemeenteraadsverkiezingen van 2024 en bestond uit een kartel van CD&V en Groen, aangevuld met onafhankelijke kandidaten. Lijsttrekker was Tom Dewandelaere. Samen2850 kon 19,6% van de kiezers overtuigen, goed voor 5 zetels. Verkozenen waren Tom Dewandelaere, Linde Peeters, Maaike De Maeyer, Kris Van Hoeck en Hans Heeman. Na de stembusgang werd een akkoord gevonden met Vooruit en N-VA om een bestuursmeerderheid te vormen.